# Gornji Macelj
Gornji Macelj est un village de la municipalité de Đurmanec (comitat de Krapina-Zagorje) en Croatie. Au recensement de 2011, le village comptait 204 habitants.